# Traité fiscal de la Marcienne
Le traité fiscal de la Marcienne est le nom donné au plus important traité de taxation byzantine qui ait survécu, préservé dans un seul manuscrit de la Bibliothèque de la Marcienne à Venise (codex Marcianus gr. 173 fols. 276v-281). C'est un manuel anonyme, à usage des collecteurs d'impôts, daté par Dölger, l'un des premiers éditeurs, entre 913 et 1139, et par Ostrogorsky, entre 912 et les années 970, donc au Xe siècle. Nicolas Oikonomidès estime pour sa part que l'ouvrage est postérieur à la transformation de la synètheia et de l’élatikon en revenu régulier de l’État, probablement après 1095, et date donc le texte de la première moitié du XIIe siècle. Le Traité fiscal donne des informations uniques sur la structure du village (définitions de chôrion, agridion, proasteion, etc.), les impôts et les allégements d'impôts (sympatheia, klasma, kouphismos), les exemptions, sur l'activité des percepteurs et leurs synètheiai. Son auteur emploie des exemples tirés de documents fiscaux conservés aux archives de Constantinople.